# Werner Fuchs
Werner Fuchs (ur. 29 października 1948 w Kaiserslautern, zm. 11 maja 1999 w Akwizgranie) – niemiecki piłkarz, a także trener.
Jego brat Fritz Fuchs oraz bratanek Uwe Fuchs, również byli piłkarzami i trenerami.

## Kariera piłkarska
Fuchs zawodową karierę rozpoczynał w 1967 roku w zespole 1. FC Kaiserslautern, grającym w Bundeslidze. W rozgrywkach tych wystąpił jeden raz, 10 lutego 1968 w przegranym 0:1 meczu z Eintrachtem Brunszwik. Po sezonie 1967/1968 odszedł do SV Alsenborn z Regionalligi (grupa Südwest) i jego barwy reprezentował przez cztery sezony.
W 1972 roku Fuchs przeszedł do Hannoveru 96 z Bundesligi. W jego barwach nie rozegrał jednak żadnego spotkania i w grudniu 1972 odszedł do zespołu Preußen Münster z Regionalligi (grupa West). Od sezonu 1974/1975 występował z nim w rozgrywkach 2. Bundesligi (grupa Nord). Zawodnikiem Preußen był do końca sezonu 1979/1980.
Następnie grał w FSV Salmrohr (Oberliga), a także w drużynach Hassia Bingen oraz FC St. Wendel, gdzie zakończył karierę.
W 2. Bundeslidze Fuchs rozegrał 193 spotkania i zdobył 19 bramek.

## Kariera trenerska
Karierę trenera Fuchs rozpoczął w 1984 roku w Alemannii Aachen, grającej w 2. Bundeslidze. Prowadził ją przez trzy sezony, a potem trenował inny zespół 2. Bundesligi – 1. FC Saarbrücken. W październiku 1988 odszedł z niego do Herthy BSC, także występującej w 2. Bundeslidze.
W sezonie 1989/1990 awansował z nią do Bundesligi. W lidze tej jako trener zadebiutował 9 sierpnia 1990 w przegranym 1:2 meczu z FC St. Pauli. W Bundeslidze Fuchs poprowadził Herthę w 13 spotkaniach, a w listopadzie przestał być szkoleniowcem klubu.
W kolejnych latach Fuchs prowadził drużyny Eintracht Brunszwik, VfB Oldenburg oraz Wuppertaler SV, grające w 2. Bundeslidze. W sezonie 1993/1994 wraz z Wuppertalerem spadł do Regionalligi i trenował go tam przez dwa sezony. Następnie był szkoleniowcem Alemannii Aachen, także grającej w Regionallidze. Prowadził ją do śmierci dnia 11 maja 1999.